# Cafeteria
Cafeteria è un singolo del produttore musicale statunitense Chase B e del rapper statunitense Don Toliver pubblicato il 24 luglio 2020. Il brano vede la partecipazione del rapper statunitense Gunna.

## Tracce
1. Cafeteria (feat. Gunna) – 3:34